# Paul V. McNutt

Paul McNutt (1941)

Paul Vories McNutt  (* 19. Juli 1891 in Franklin, Indiana; † 24. März 1955 in New York City, New York) war ein US-amerikanischer Politiker und zwischen 1933 und 1937 der 34. Gouverneur des Bundesstaates Indiana.

## Frühe Jahre und politischer Aufstieg
Nach der Grundschule besuchte McNutt bis 1913 die Indiana University. Anschließend studierte er an der Harvard University Jura. Nach dem Examen und seiner Zulassung als Anwalt praktizierte er für kurze Zeit mit seinem Vater als Anwalt, ehe er an der Indiana University eine Professur für Jura annahm. Während des Ersten Weltkrieges brachte es McNutt bis zum Oberstleutnant der US Army, ohne jedoch auf dem europäischen Kriegsschauplatz eingesetzt zu werden. Nach seinem Militärdienst nahm er seine Professorentätigkeit an der Indiana University wieder auf. Am 1. August 1925 wurde er zum Dekan der juristischen Fakultät dieser Universität ernannt. Diese Position behielt er acht Jahre lang.
Im Jahr 1927 wurde er zusätzlich zu seiner Universitätstätigkeit Präsident der Kriegsveteranenvereinigung American Legion, zunächst für Indiana und dann von 1928 bis 1929 bundesweit. Im Jahr 1930 war er Delegierter auf dem Parteitag der Demokraten von Indiana. 1932 wurde er dann zum neuen Gouverneur gewählt: Er setzte sich mit 55 Prozent der Stimmen gegen den Republikaner Raymond S. Springer durch. McNutt profitierte dabei von einem bundesweiten Trend zu Gunsten der Demokraten. Höhepunkt dieses Trends war der Wahlsieg von Franklin D. Roosevelt bei den Präsidentschaftswahlen im November 1932.

## Gouverneur von Indiana
McNutt trat seine vierjährige Amtszeit am 9. Januar 1933 an. Zu Beginn seiner Regierungszeit litt der Staat noch schwer unter den Folgen der Weltwirtschaftskrise, die seit 1929 die westliche Welt erschütterte. In den vier Jahren seiner Amtszeit gelang es, die Krise mit Hilfe der Bundespolitik unter Präsident Roosevelt und dessen New Deal zu überwinden. Gouverneur McNutt unternahm aber auch eigene Anstrengungen, die zur Bewältigung der Probleme beitrugen. So wurde ein neues Steuergesetz geschaffen. Hilfsprogramme für die von der Krise betroffenen Menschen wurden in die Wege geleitet und zur Kontrolle der Geldinstitute und Versicherungen wurden neue Gesetze erlassen. Als 1936 die Bundesregierung ihre Sozialversicherungsgesetze erließ, passte Indiana seine Gesetzgebung diesen an. Eine Verwaltungsreform reduzierte die Anzahl von staatlichen Organisationen von 169 auf acht; dieser Vorgang wurde aber bereits im Jahr 1941 wieder rückgängig gemacht. Bereits vor der offiziellen Rücknahme des Prohibitionsgesetzes auf Bundesebene legalisierte McNutt den Alkoholausschank in Indiana.
Trotz seiner Erfolge wurde der Gouverneur wegen seines teilweise autoritären Führungsstils von seinen Gegnern kritisiert. Umstritten war beispielsweise die Verschiebung der Kommunalwahlen im Jahr 1933. Alle Amtszeiten auf lokaler Ebene wurden ohne Wahlen um ein Jahr verlängert. Da die meisten betroffenen Amtsträger seiner Demokratischen Partei angehörten, wurde ihm das als parteipolitische Aktion vorgeworfen. Aufgrund einer Verfassungsklausel durfte er 1936 nicht direkt für eine Wiederwahl kandidieren. Aus diesem Grund schied er im Januar 1937 aus seinem Amt aus.

## Weiterer Lebenslauf
1936 unterstützte McNutt Roosevelts zweite Präsidentschaftskandidatur. Dieser ernannte ihn im Jahr 1937 als Nachfolger von Frank Murphy zum Hochkommissar auf den Philippinen. Dieses Amt übte er bis 1939 aus. Zwischen 1939 und 1945 war McNutt Leiter Federal Security Agency; diese Bundesbehörde wurde später unter Präsident Dwight D. Eisenhower in das Gesundheits-, Bildungs- und Wohlfahrtsministerium eingegliedert. Zwischen 1942 und 1945 war McNutt auch Leiter der War Manpower Commission, die eine Aufteilung der benötigten Arbeitskräfte zwischen der Industrie und der Landwirtschaft einerseits sowie dem Militär auf der anderen Seite erarbeitete. Zwischen 1946 und 1947 war McNutt Botschafter der Vereinigten Staaten auf den inzwischen selbständigen Philippinen. Danach zog er sich aus der Politik zurück. Er starb im Jahr 1955 und wurde auf dem Nationalfriedhof Arlington in Virginia beigesetzt. Paul McNutt war mit Kathleen Timolat verheiratet, mit der er ein Kind hatte.